# Porsche Carrera Cup

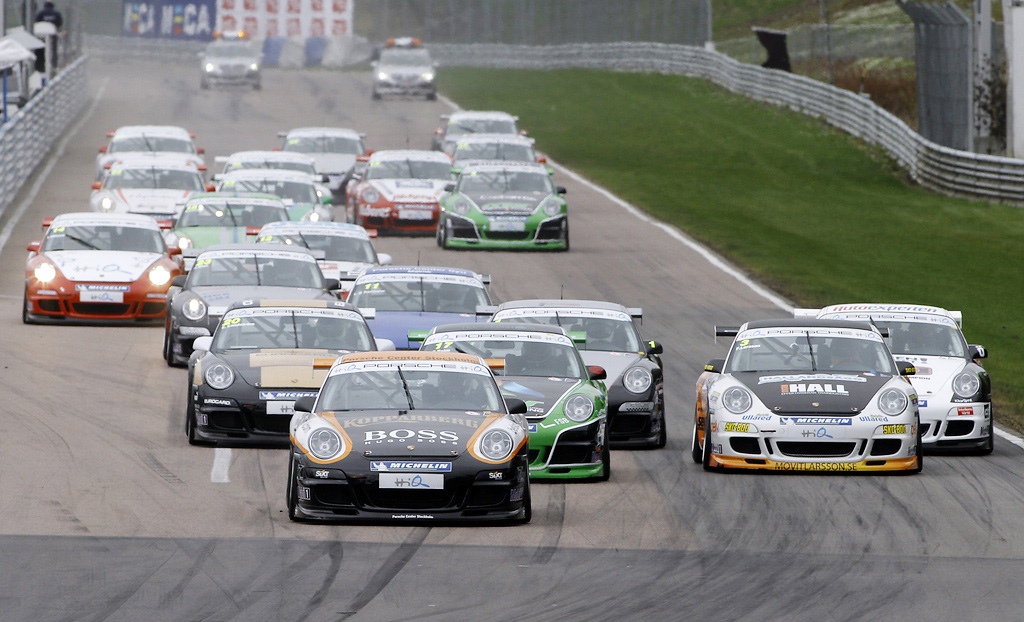
Porsche Carrera Cup Scandinavia på Ring Knutstorp 2010.

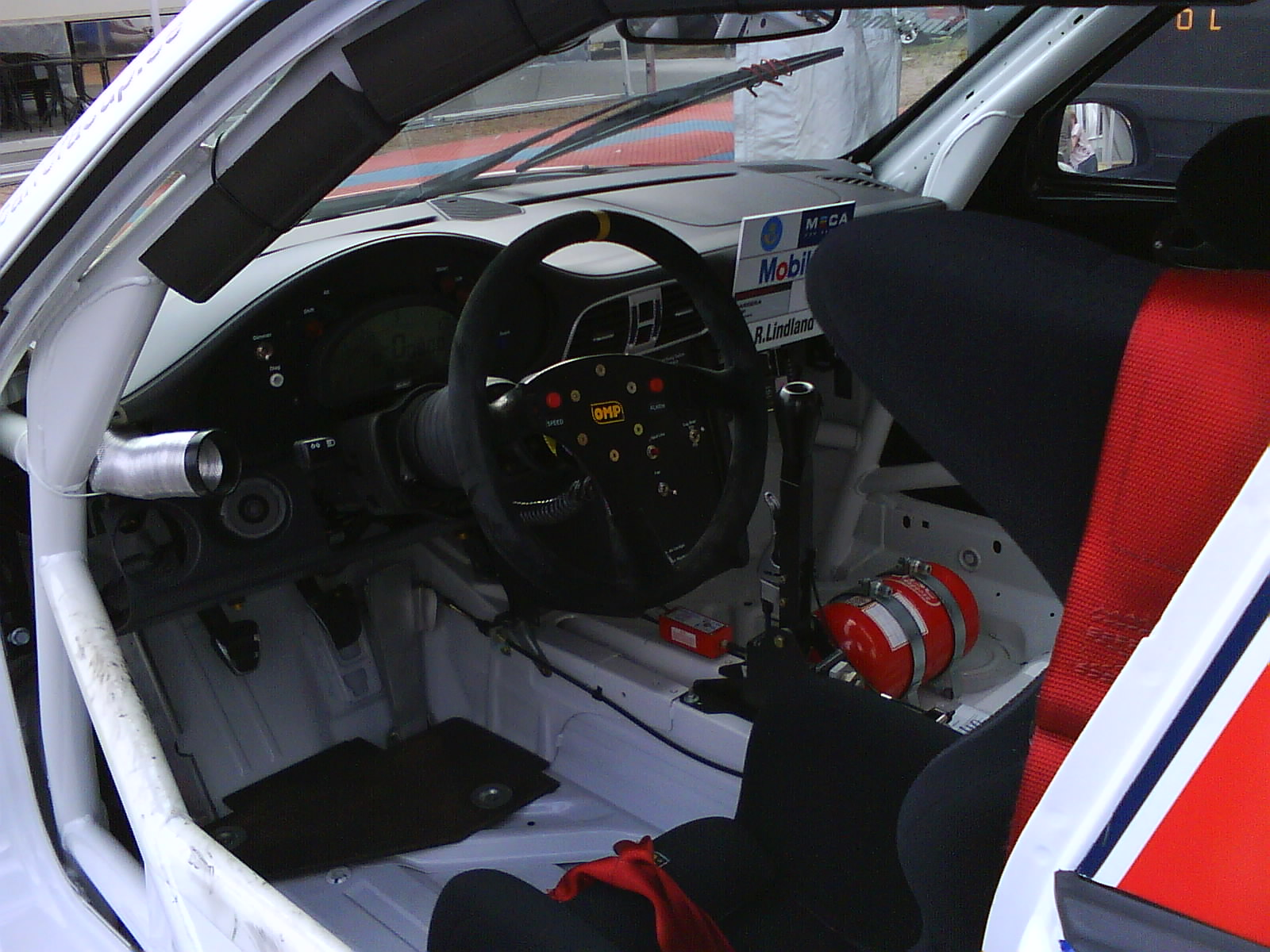
Insidan av en Porsche Carrera Cup Scandinavia-bil

Porsche Carrera Cup är tävlingsenhetsklass med bilar baserade på Porsche 911 GT3. Motorerna är 3,6 liters, 6-cylinders sugmotorer (utan turbo eller liknande) och levererar runt 420 hk och 420 Nm.
Porsche Carrera Cup startade 1990 som en treårssatsning av Porsche i Frankrike och Tyskland. Klassen blev populär och spred sig. Idag körs åtta nationella mästerskap runt om i världen. Den 1 maj 2004 gick det första racet i det svenska mästerskapet Porsche Carrera Cup Scandinavia.
Serien finns i många olika länder, bland annat i Storbritannien och Tyskland, där serierna ibland har besök av förare från Porsche Supercup.

## Mästerskap

### Internationella
- Porsche Supercup
- Porsche Carrera World Cup

### Nationella
- Australian Carrera Cup Championship
- Porsche Carrera Cup Asia
- Porsche Carrera Cup France
- Porsche Carrera Cup Germany
- Porsche Carrera Cup Great Britain
- Porsche Carrera Cup Italy
- Porsche Carrera Cup Japan
- Porsche Carrera Cup Scandinavia

### Fotnoter
1. ↑  ”Bilarna”. PSE Sverige AB. 27 februari 2008. Arkiverad från originalet den 5 juli 2008. https://web.archive.org/web/20080705030556/http://www.carreracup.se/page.aspx?m=189. Läst 21 maj 2008.
2. ↑  ”Tävlingen”. PSE Sverige AB. 27 februari 2008. Arkiverad från originalet den 5 juli 2008. https://web.archive.org/web/20080705030551/http://www.carreracup.se/page.aspx?m=188. Läst 21 maj 2008.